# Ferney-Voltaire (tổng)
Tổng Ferney-Voltaire là một tổng của Pháp nằm ở tỉnh Ain trong vùng Rhône-Alpes.

## Địa lý
Tổng này được tổ chức xung quanh Ferney-Voltaire ở quận Gex. Độ cao ở đây từ 400 m (Thoiry) đến à 1 721 m (Sergy) với độ cao trung bình 473 m. 

## Hành chính
| Giai đoạn | Ủy viên       | Đảng | Tư cách |
| --------- | ------------- | ---- | ------- |
| 2004-2010 | Jocelyne Boch | UMP  |         |

## Số đơn vị
Tổng Ferney-Voltaire groupe 8 xã và có dân số 28 434 dân (theo điều tra dân số năm 1999, số lượng không tính trùng).
| Xã                  | Dân số           | Mã bưu chính | Mã insee |
| ------------------- | ---------------- | ------------ | -------- |
| Ferney-Voltaire     | 8 500 (2006) đến | 01210        | 01160    |
| Ornex               | 2 663 (1999) đến | 01210        | 01281    |
| Prévessin-Moëns     | 4 766 (2005) đến | 01280        | 01313    |
| Saint-Genis-Pouilly | 7 237 (2004) đến | 01630        | 01354    |
| Sauverny            | 1 088 (2004) đến | 01220        | 01397    |
| Sergy               | 1 420 (2005) đến | 01630        | 01401    |
| Thoiry              | 4 600 (2006) đến | 01710        | 01419    |
| Versonnex           | 1 941 (2004) đến | 01210        | 01435    |

## Biến động dân số
| 1962                                                     | 1968  | 1975   | 1982   | 1990   | 1999   |
| -------------------------------------------------------- | ----- | ------ | ------ | ------ | ------ |
| 5 355                                                    | 8 342 | 15 304 | 19 066 | 25 239 | 28 434 |
| Nombre retenu à partir de 1962 : dân số không tính trùng |       |        |        |        |        |